# 肯特 (伊利諾伊州)
肯特（英語：Kent）是位於美國伊利諾伊州斯蒂芬森縣的一個非建制地區。該地的面積和人口皆未知。

## 地理
肯特的座標為42°18′31″N 89°54′07″W / 42.30861°N 89.90194°W，而該地的平均海拔高度為274米（即899英尺）。